# Torresitrachia monticola
Torresitrachia monticola är en snäckart som beskrevs av Tom Iredale 1939. Torresitrachia monticola ingår i släktet Torresitrachia och familjen Camaenidae. Inga underarter finns listade i Catalogue of Life.